# La vecchietta
La vecchietta o La lavandaia è un dipinto del pittore Giuseppe Pellizza da Volpedo, realizzato a olio su tavoletta dalle dimensioni di 15x18 cm. La datazione è precisa in quanto ben riportata dall’artista sulla stessa opera: ‘5 Febbraio 1892, ore 3 pom’ incisa col retro del pennello a pittura ancora fresca.

## Storia e descrizione
L’opera è apparsa recentemente sul mercato. Era riportata tra le opere vendute all’avv. Gallina nel 1909, citata col titolo “La lavandaia datata Volpedo 5.2.1892 su legno ad olio da 0,08a 14 1/2”. Il tema della lavandaia e dei panni stesi fu uno dei temi più frequentati da Pellizza proprio attorno al 1892-1893. Nello stesso 1892 Pellizza realizza una ’Sciorinatrice’, per poi passare a ‘Biancheria al Sole’ e infine il più famoso ‘Panni al Sole’.
L’opera era nello studio del pittore alla sua morte nel 1907 (come riportato nell’inventario del Notaio Palmana) e viene acquistata dall’avv. Gallina nel 1909 che la presenta alla mostra del Quarantesimo della Fondazione della Famiglia Artistica nel 1913 presso La Permanente.